# Municipal Borough of Ealing

Ealing in der früheren Grafschaft Middlesex

Der Municipal Borough of Ealing war ein Bezirk im Ballungsraum der britischen Hauptstadt London. Er existierte von 1863 bis 1965 unter verschiedenen Bezeichnungen und lag im Zentrum der ehemaligen Grafschaft Middlesex.

## Geschichte
Ealing war ursprünglich ein Civil parish in der Harde (hundred) Ossulstone. 1863 wurde ein lokaler Gesundheitsrat (local board of health) mit Kompetenzen im Infrastrukturbereich geschaffen, der zunächst den südlichen Teil Ealings betreute, ab 1873 die gesamte Gemeinde. Daraus entstand 1875 ein städtischer Gesundheitsdistrikt (urban sanitary district) mit erweiterten Befugnissen. 1894 rekonstituierte sich der Gesundheitsdistrikt als Urban District. Dieser wiederum erhielt 1901 als erstes Gebiet in Middlesex den Status eines Municipal Borough. 1926 fusionierten die bisher eigenständigen Urban Districts Greenford und Hanwell mit Ealing, wodurch sich die Fläche mehr als verdreifachte.
Bei der Gründung der Verwaltungsregion Greater London im Jahr 1965 entstand aus der Fusion der Municipal Boroughs Acton, Ealing und Southall der London Borough of Ealing.

## Statistik
Bis zum Jahr 1926 betrug die Fläche 2947 acres (11,93 km²), danach 8783 acres (35,54 km²). Die Volkszählungen ergaben folgende Einwohnerzahlen:
| Jahr      | 1901   | 1911   | 1921   | 1931    | 1951    | 1961    |
| Einwohner | 33.031 | 61.222 | 90.433 | 117.707 | 187.323 | 183.077 |